# فيلهلم لوفلر

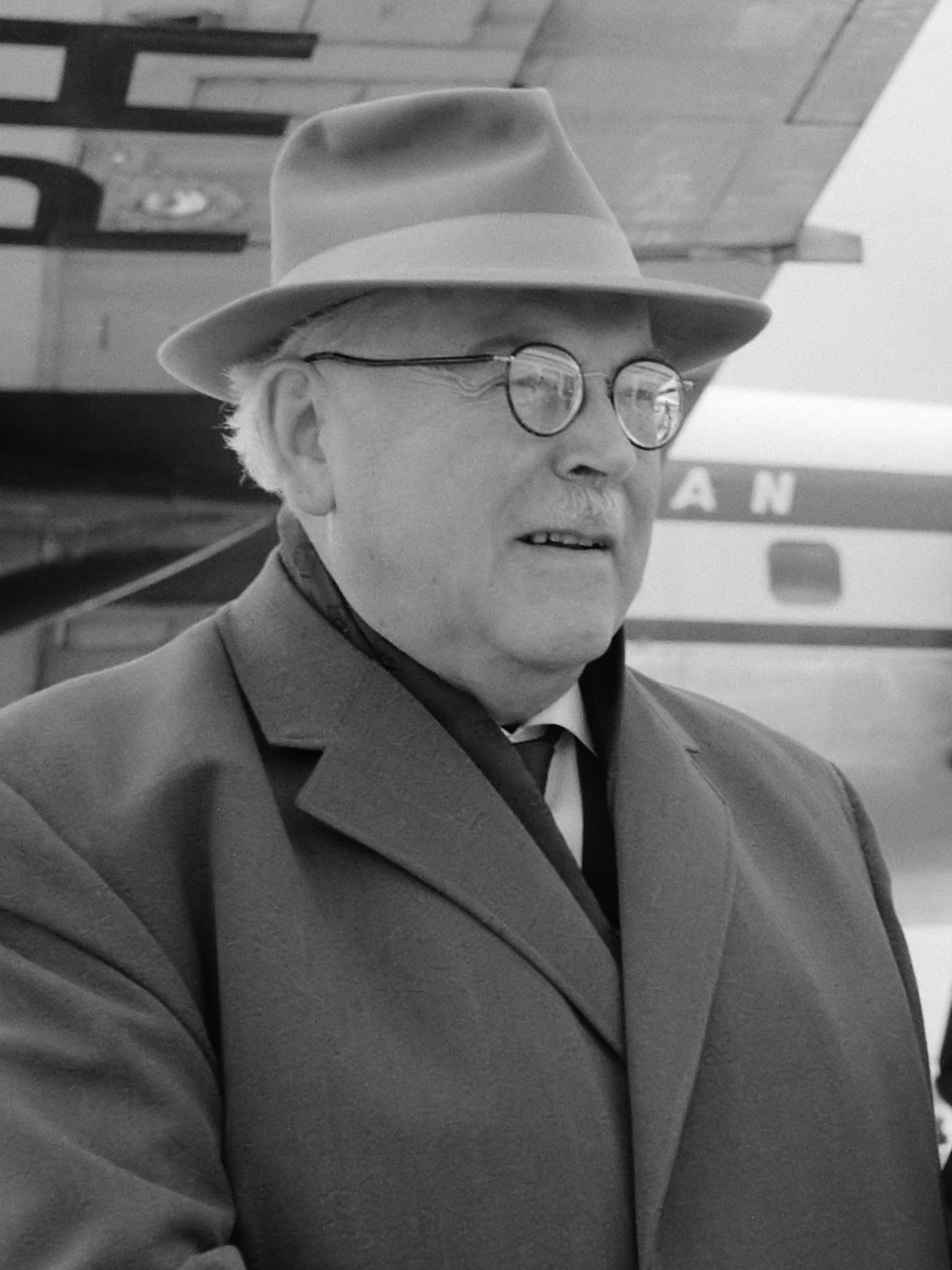
فيلهلم لوفلر عام 1961

فيلهلم لوفلر (بالألمانية: Wilhelm Löffler) هو طبيب باطني سويسري ولد في 28 حزيران 1887 في بازل وتوفي في 25 تشرين الثاني 1972 في زيورخ.
هنالك مرضان يحملان اسمه هما التهاب شغاف لوفلر ومتلازمة لوفلر.
في عام 1955 شخص إصابة توماس مان بالتهاب الوريد الخثاري.

## سيرته الذاتية
كان والده رجل أعمال. درس الطب في جامعات جنيف وبازل وفيينا وتخرج عام 1911. في عام 1912، عمل في معهد لعلم الأمراض في مستشفى جامعة بازل. وفي عام 1913، عمل في معهد كيمياء وظائف الأعضاء التابع لجامعة ستراسبورغ تحت إشراف فرانز هوفمايستر حتى عام 1921 عندما عاد لمستشفى جامعة بازل تحت إشراف رودولف شتيهلين.
حصلت على شهادة التأهيل لدرجة الأستاذية في عام 1917، وحصل على تخصص في الطب الباطني في عام 1921. ثم عين أستاذا مشاركا في جامعة زيورخ ومديرا لعيادة طبية في زيورخ. ثم عمل أستاذا للفترة من 1937 حتى 1957 ومديرا لعيادة طبية حتى عام 1971.

## روابط خارجية
- نصوص عن فيلهلم لوفلر في فهرس مكتبة ألمانيا الوطنية
- قالب:HLS
- Löffler, Wilhelm. In: www.whonamedit.com